# HD 181433 b
HD 181433 b是一顆距離地球約87光年的太陽系外行星，位於孔雀座，母恆星是HD 181433。該行星質量至少是地球的7.56倍，被視為超級地球，軌道半長軸0.080天文單位，但因為軌道離心率0.396，所以距離母恆星最近距離是0.396天文單位。François Bouchy 等人已經在《天文与天体物理学报》發表HD 181433行星系的論文。

## 外部連結
- . Exoplanets.   [2013-04-21]. （原始内容存档于2012-03-04）.